# Stefanie Hertel
Stefanie Anke Hertel (née le 25 juillet 1979 à Oelsnitz/Vogtl.) est une chanteuse allemande.

## Biographie
Stefanie Hertel monte sur scène à l'âge de quatre ans à côté de son père Eberhard Hertel. À six, elle fait sa première apparition dans l'émission Oberhofer Bauernmarkt (de) de Deutscher Fernsehfunk. En 1990, après une prestation avec Carolin Reiber, le manager Hans Rudolf Beierlein (de) lui fait signer un contrat.
Lors de la finale du Grand Prix der Volksmusik 1991, elle termine à la cinquième place avec le titre So a Stückerl heile Welt. L'année suivante, elle le remporte grâce à la chanson Über jedes Bacherl geht a Brückerl écrite par Jean Frankfurter (de) et Irma Holder.
En 1994, elle se met en couple avec Stefan Mross (de) et sortent ensemble un album de Noël. Ils participent ensemble au Grand Prix der Volksmusik 1995 et finissent second avec Ein Lied für jeden Sonnenstrahl. Ils continuent après chacun de leur côté.
En 1997, l'ARD fait une émission spéciale Lieder zum Verlieben et l'invite pour ses 18 ans à Europa-Park.
En 2001, Stefanie Hertel et Stefan Mross donnent naissance à leur premier enfant, une fille.
En 2010, après dix ans chez Koch Universal, son nouvel album Das fühlt sich gut an sort avec Sony Music Ariola. Il est produit à nouveau par Jean Frankfurter et écrit par Tobias Reitz (de) et Bernd Meinunger.
En septembre 2011, Stefanie Hertel et Stefan Mross annoncent leur séparation.
L'année suivante, elle participe à l'émission Let's Dance avec le danseur Sergiy Plyuta et atteint la demi-finale.
En 2013, elle fête ses trente ans de présence sur scène et sort un nouvel album Moment Mal! où pour la première fois elle a écrit elle-même quatre chansons. Par ailleurs, elle présente une collection de dirndls avec la marque Stockerpoint. Au mois d'octobre, elle fait une tournée dans l'est de l'Allemagne. En 2014, elle présente sur MDR des émissions spéciales de variété.

## Discographie
Principaux succès
- 1991: So a Stückerl heile Welt
- 1992: Über jedes Bacherl geht a Brückerl
- 1992: Mit dem Sonnenschein im Herzen
- 1993: Nicht jeder kann ein Mozart sein
- 1995: Ein Lied für jeden Sonnenstrahl
- 1996: Noch dreimal wird der Kirschbaum blüh’n
- 1998: Es ist gut, dass es Freunde gibt
- 1999: Mambofieber
- 2002: Wir hab’n a Madl
- 2002: Wolkenlos
- 2006: Liebe hat tausend Gesichter
- 2008: Stärker als die Freiheit
- 2010: Das Paradies in deinen Augen
- 2012: Ein Meer aus Liebe
- 2013: Dirndlrock
- 2013: In meinem Traum gesehen
- 2013: Die nächsten 30 Jahre

Albums
- 1990: Die große Jodelparty
- 1991: So a Stückerl heile Welt
- 1992: Über jedes Bacherl geht a Brückerl
- 1993: Tausend kleine Himmel
- 1995: Ein Lied für jeden Sonnenstrahl
- 1996: Hast du Zeit für ein paar Träume
- 1996: Heimatlieder zum Verlieben
- 1998: Es ist gut, dass es Freunde gibt
- 2000: Liebe geht im Herzen los
- 2002: Tausendmal stärker
- 2004: Totale Gefühle
- 2006: Liebe hat tausend Gesichter
- 2008: Stärker als die Freiheit
- 2010: Das fühlt sich gut an
- 2013: Moment Mal

## Source de la traduction
- (de) Cet article est partiellement ou en totalité issu de l’article de Wikipédia en allemand intitulé « Stefanie Hertel » (voir la liste des auteurs).